# Callomyia krivosheinae
Callomyia krivosheinae är en tvåvingeart som beskrevs av Shatalkin 1982. Callomyia krivosheinae ingår i släktet Callomyia och familjen svampflugor. Inga underarter finns listade i Catalogue of Life.